# Валоес, Сесар
Сесар Аугусто Валоес Кордоба (исп. César Augusto Valoyes Córdoba; 5 января 1984, Баия-Солано, Колумбия) — колумбийский футболист, нападающий. Выступал в сборной Колумбии.

## Клубная карьера
Валоес начал свою карьеру в клубе «Индепендьенте Медельин». В 2003 году он дебютировал за клуб в Кубке Мустанга. В 2004 году Сесар помог команде выиграть чемпионат. В 2008 году Валоес перешёл в «Индепендьенте Санта-Фе», где выступал до конца года. В 2009 году Валоес стал игроком мексиканского «Веракрус». 25 января в матче против «Пумас Морелос» дебютировал в Лиге Ассенсо. Летом того же года Сесар вернулся в «Индепендьенте Медельин», где в этом же году во второй раз стал чемпионом. В 2012 году Валоес недолго выступал за китайский «Ухань Чжоэр», после чего вернулся на родину, став игроком «Реал Картахена». В матче против «Рионегро Агилас» он дебютировал за основную команду. 
В начале 2013 года Валоес подписал контракт с «Атлетико Уила». 3 февраля в матче против «Атлетико Насьональ» он дебютировал за новый клуб. 13 марта 2014 года в поединке против «Депортес Толима» Сесар забил свой первый гол за «Атлетико Уила».
Летом 2014 года Валоес перешёл в перуанский «Казамарка». 7 сентября в матче против «Спортинг Кристал» он дебютировал в перуанской Примере. В поединке против «Лос Кайманес» Сесар забил свой первый гол за «Кахамарку». Летом 2015 года Валоес стал игроком «Хуан Аурич». 3 мая в матче против «Альянса Лима» он дебютировал за новый клуб. 15 мая в поединке против «Универсидад Сан-Мартин» Сесар забил свой первый гол за «Хуан Аурич». В начале 2016 года Валоес перешёл в «Аякучо». 7 февраля в матче против «Университарио» он дебютировал за новую команду. В этом же поединке Сесар забил свой первый гол за «Аякучо». В начале 2017 года Валоес вернулся на родину, став игроком «Патриотас». 18 февраля в матче против «Тигрес» он дебютировал за новый клуб. 9 апреля в поединке против «Депортес Толима» Сесар забил свой первый гол за «Патриотас». В 2018 году Валоес стал игроком клуба «Култураль Санта-Роса» из перуанской Сегунды, где он завершил карьеру по окончании сезона.

## Международная карьера
В 2005 году Валоес вместе с национальной командой принял участие в Золотом кубке КОНКАКАФ. На турнире в матче против сборной Гондураса он дебютировал за сборную Колумбии. 9 мая 2007 года в товарищеском матче против сборной Панамы он забил совй первый гол за национальную команду. В том же году Сесар принял участие в Кубок Америки в Венесуэле. На турнире он сыграл в матче против сборной США.

### Голы за сборную Колумбии
| #   | Дата       | Место                             | Противник | Счёт | Результат | Соревнование      |
| --- | ---------- | --------------------------------- | --------- | ---- | --------- | ----------------- |
| 01. | 9 мая 2007 | Роммель Фернандес, Панама, Панама | Панама    | 0:2  | 0:4       | Товарищеский матч |

## Достижения
Клубные
 «Индепендьенте Медельин»
- Победитель чемпионата Колумбии (2) — Апертура 2004, Финалисасьон 2009